# Medasina albidentata
Medasina albidentata là một loài bướm đêm trong họ Geometridae.